# Saint-Appolinard (Loira)
Saint-Appolinard è un comune francese di 620 abitanti situato nel dipartimento della Loira nella regione dell'Alvernia-Rodano-Alpi.

## Società

### Evoluzione demografica
Abitanti censiti